# Strada europea E66
La E66, strada europea intermedia in direzione ovest-est, collega il Trentino-Alto Adige con l'Ungheria, passando per l'Austria in una parte dell'autostrada A10 Villaco-Salisburgo e proseguendo sull'A2 che collega Tarvisio con Vienna attraverso Klagenfurt e Graz fino all'uscita di Fürstenfeld.
Entrata in Ungheria prosegue fino a Veszprém e Székesfehérvár dove ha termine.
Fino al 1992 il nome "E66" era utilizzato per un percorso situato invece in Svezia.